# Calpocalyx aubrevillei
Calpocalyx aubrevillei är en ärtväxtart som beskrevs av François Pellegrin. Calpocalyx aubrevillei ingår i släktet Calpocalyx och familjen ärtväxter. Inga underarter finns listade i Catalogue of Life.